# Taneytown
Taneytown é uma cidade localizada no estado americano de Maryland, no Condado de Carroll.

## Demografia
Segundo o censo americano de 2000, a sua população era de 5128 habitantes.
Em 2006, foi estimada uma população de 5479, um aumento de 351 (6.8%).

## Geografia
De acordo com o United States Census Bureau tem uma área de
7,5 km², dos quais 7,5 km² cobertos por terra e 0,0 km² cobertos por água. Taneytown localiza-se a aproximadamente 149 m acima do nível do mar.

## Localidades na vizinhança
O diagrama seguinte representa as localidades num raio de 20 km ao redor de Taneytown.